# Поражающие факторы ядерного взрыва
Поражающие факторы ядерного взрыва — составляющие опасного явления или процесса, вызванные ядерным взрывом (с возникновением чрезвычайной ситуации) и характеризуемая физическими, химическими и биологическими действиями или проявлениями, которые определяются или выражаются соответствующими параметрами. Ядерные взрывы, которые проводили в мирных целях и которые не вызвали чрезвычайную ситуацию поражающих факторов не имеют.
При наземном ядерном взрыве около 50 % энергии идёт на образование ударной волны и воронки в земле, 30–50 % — в световое излучение, до 5 % — на проникающую радиацию и электромагнитное излучение и до 15 % — в радиоактивное загрязнение местности.
При воздушном взрыве нейтронного боеприпаса доли энергии распределяются своеобразно: ударная волна — до 10 %, световое излучение — 5–8 % и примерно 85 % энергии уходит в проникающую радиацию (нейтронное и гамма-излучения)
Ударная волна и световое излучение аналогичны поражающим факторам традиционных взрывчатых веществ, но световое излучение в случае ядерного взрыва значительно мощнее.
Ударная волна разрушает строения и технику, травмирует людей и оказывает отбрасывающее действие быстрым перепадом давления и скоростным напором воздуха. Последующие за волной разрежение (падение давления воздуха) и обратный ход воздушных масс в сторону развивающегося ядерного гриба также могут нанести некоторые повреждения.
Световое излучение действует только на неэкранированные, то есть ничем не прикрытые от взрыва объекты, может вызвать воспламенение горючих материалов и пожары, а также ожоги и поражение зрения человека и животных.
Проникающая радиация оказывает ионизирующее и разрушающее воздействие на молекулы тканей человека, вызывает лучевую болезнь. Особенно большое значение имеет при взрыве нейтронного боеприпаса. От проникающей радиации могут защитить подвалы многоэтажных каменных и железобетонных зданий, подземные убежища с заглублением от 2 метров (погреб, например или любое укрытие 3–4 класса и выше), некоторой защитой обладает бронированная техника.
Радиоактивное загрязнение — при воздушном взрыве относительно «чистых» термоядерных зарядов (деление-синтез) этот поражающий фактор сведён к минимуму. И наоборот, в случае взрыва «грязных» вариантов термоядерных зарядов, устроенных по принципу деление-синтез-деление, наземного, заглублённого взрыва, при которых происходит нейтронная активация содержащихся в грунте веществ, а тем более взрыва так называемой «грязной бомбы» может иметь решающее значение.
Электромагнитный импульс выводит из строя электрическую и электронную аппаратуру, нарушает радиосвязь.
В зависимости от типа заряда и условий взрыва энергия взрыва распределяется по-разному. Например, при взрыве обычного ядерного заряда средней мощности (10 — 100 кт) без повышенного выхода нейтронного излучения или радиоактивного загрязнения может быть следующее соотношение долей энергетического выхода на различных высотах:
| Доли энергии воздействующих факторов ядерного взрыва |                         |                    |                                 |                         |                            |                       |                         |                      |                        |
| Высота / Глубина                                     | Рентгеновское излучение | Световое излучение | Теплота огненного шара и облака | Ударная волна в воздухе | Деформация и выброс грунта | Волна сжатия в грунте | Теплота полости в земле | Проникающая радиация | Радиоактивные вещества |
| 100 км                                               | 64 %                    | 24 %               |                                 |                         |                            |                       |                         | 6 %                  | 6 %                    |
| 70 км                                                | 49 %                    | 38 %               | 1 %                             |                         |                            |                       |                         | 6 %                  | 6 %                    |
| 45 км                                                | 1 %                     | 73 %               | 13 %                            | 1 %                     |                            |                       |                         | 6 %                  | 6 %                    |
| 20 км                                                |                         | 40 %               | 17 %                            | 31 %                    |                            |                       |                         | 6 %                  | 6 %                    |
| 5 км                                                 |                         | 38 %               | 16 %                            | 34 %                    |                            |                       |                         | 6 %                  | 6 %                    |
| 0 м                                                  |                         | 34 %               | 19 %                            | 34 %                    | 1 %                        | менее 1 %             | ?                       | 5 %                  | 6 %                    |
| Глубина камуфлетного взрыва                          |                         |                    |                                 |                         | 30 %                       | 30 %                  | 34 %                    |                      | 6 %                    |

## Световое излучение

Самое страшное проявление взрыва — не гриб, а быстротечная вспышка и образованная ею ударная волна

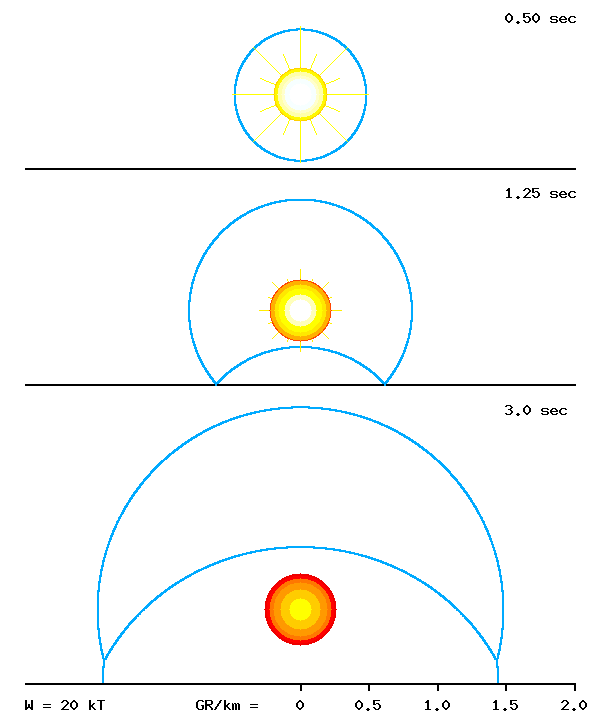
Образование головной ударной волны (эффект Маха) при взрыве 20 кт

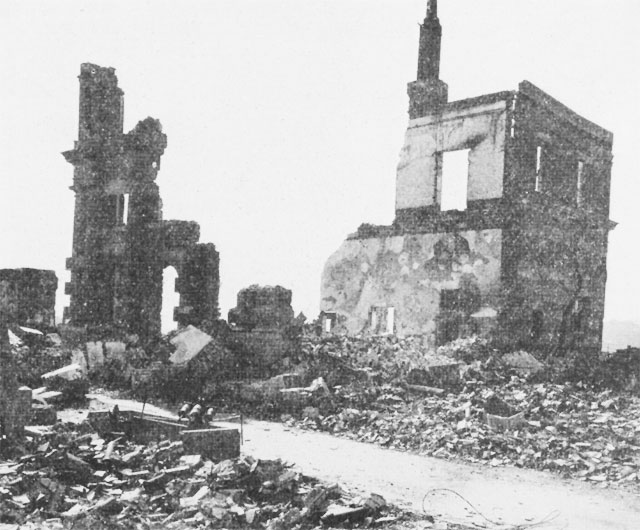
Разрушения в Хиросиме в результате атомной бомбардировки

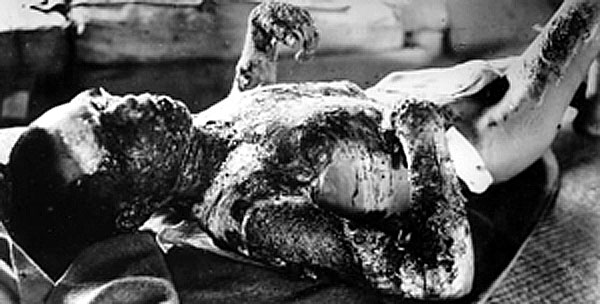
Жертва ядерной бомбардировки Хиросимы

Световое излучение — это поток лучистой энергии, включающий ультрафиолетовую, видимую и инфракрасную области спектра. Источником светового излучения является светящаяся область взрыва — нагретые до высоких температур и испарившиеся части боеприпаса, окружающего грунта и воздуха. При воздушном взрыве светящаяся область представляет собой шар, при наземном — полусферу.
Максимальная температура поверхности светящейся области составляет обычно 5700-7700 °C. Когда температура снижается до 1700 °C, свечение прекращается. Световой импульс продолжается от долей секунды до нескольких десятков секунд, в зависимости от мощности и условий взрыва. Приближенно, продолжительность свечения в секундах равна корню третьей степени из мощности взрыва в килотоннах. При этом интенсивность излучения может превышать 1000 Вт/см² (для сравнения — максимальная интенсивность солнечного света 0,14 Вт/см²).
Результатом действия светового излучения может быть воспламенение и возгорание предметов, оплавление, обугливание, большие температурные напряжения в материалах.
При воздействии светового излучения на человека возникает поражение глаз и ожоги открытых участков тела, а также может возникнуть поражение и защищенных одеждой участков тела.
Защитой от воздействия светового излучения может служить произвольная непрозрачная преграда.
В случае наличия тумана, дымки, сильной запыленности и/или задымленности воздействие светового излучения также снижается.

### Спровоцированные массовые возгорания

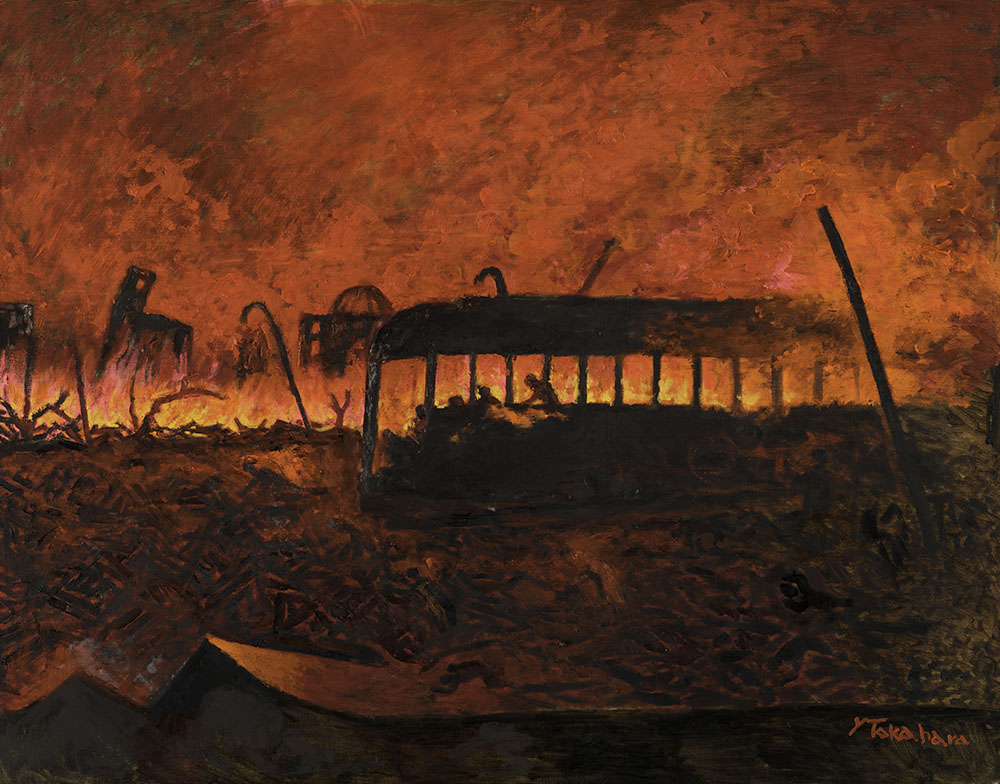
«Огненный шторм». Картина Ёсио Такахары. Вот что художник сказал о своей работе: «Сильный огонь охватил город и его жителей; весь день горело. Те, кто не смог выбраться из рухнувших зданий, сгорели заживо»

Сверхинтенсивное световое излучение от светящейся области взрыва приводит к образованию множества очагов возгорания даже на большом удалении от эпицентра взрыва. После всех случаев применения атомного оружия, как в боевой обстановке, так и в ходе учений, серьёзной проблемой является тушение множества лесных пожаров и пожаров в городской и деревенской застройке, возникших в результате кратковременного воздействия мощного светового излучения на любые возгорающиеся предметы, в первую очередь дерево и деревянные сооружения, траву и т. д.

## Ударная волна
Большая часть разрушений, причиняемых ядерным взрывом, вызывается действием ударной волны. Ударная волна представляет собой скачок уплотнения в среде, который движется со сверхзвуковой скоростью (более 350 м/с для атмосферы). При атмосферном взрыве скачок уплотнения — это небольшая зона, в которой происходит почти мгновенное увеличение температуры, давления и плотности воздуха. Непосредственно за фронтом ударной волны происходит снижение давления и плотности воздуха, от небольшого понижения далеко от центра взрыва и почти до вакуума внутри огненной сферы. Следствием этого снижения является обратный ход воздуха и сильный ветер вдоль поверхности со скоростями до 100 км/час и более к эпицентру. Ударная волна разрушает здания, сооружения и поражает незащищенных людей, а близко к эпицентру наземного или очень низкого воздушного взрыва порождает мощные сейсмические колебания, способные разрушить или повредить подземные сооружения и коммуникации, травмировать находящихся в них людей.
Большинство зданий, кроме специально укрепленных, серьёзно повреждаются или разрушаются под воздействием избыточного давления 2160—3600 кг/м² (0,22—0,36 атм/0,02-0,035 МПа).
Энергия распределяется по всему пройденному расстоянию, из-за этого сила воздействия ударной волны уменьшается пропорционально кубу расстояния от эпицентра.
Защитой от ударной волны для человека являются убежища. На открытой местности действие ударной волны снижается различными углублениями, препятствиями, складками местности.
На Западе, в качестве отдельного фактора, относящегося к ударной волне, выделяют осколки стекла: выбитые ударной волной стекла разлетаются на осколки, летящие в сторону от взрыва, и способные серьезно травмировать и даже убить находящихся за стеклом.

## Проникающая радиация
Проникающая радиация (ионизирующее излучение) представляет собой гамма-излучение и поток нейтронов, испускаемых из зоны ядерного взрыва в течение единиц или десятков секунд.
Радиус поражения проникающей радиации при взрывах в атмосфере меньше, чем радиусы поражения от светового излучения и ударной волны, поскольку она сильно поглощается атмосферой. Проникающая радиация поражает людей только на расстоянии 2-3 км от места взрыва, даже для больших по мощности зарядов, однако ядерный заряд может быть специально сконструирован таким образом, чтобы увеличить долю проникающей радиации для нанесения максимального ущерба живой силе (так называемое нейтронное оружие). На больших высотах, в стратосфере и космосе проникающая радиация и электромагнитный импульс — основные поражающие факторы.
Проникающая радиация может вызывать обратимые и необратимые изменения в материалах, электронных, оптических и других приборах за счет нарушения кристаллической решетки вещества и других физико-химических процессов под воздействием ионизирующих излучений.
Защитой от проникающей радиации служат различные материалы, ослабляющие гамма-излучение и поток нейтронов. Разные материалы по-разному реагируют на эти излучения и по-разному защищают.
От гамма-излучения хорошо защищают материалы, имеющие элементы с высокой атомной массой (железо, свинец, низкообогащённый уран), но эти элементы очень плохо ведут себя под нейтронным излучением: нейтроны относительно хорошо их проходят и при этом генерируют вторичные захватные гамма-лучи, а также активируют радиоизотопы, надолго делая саму защиту радиоактивной (например, железную броню танка; свинец же не проявляет вторичной радиоактивности). Пример слоёв половинного ослабления проникающего гамма-излучения: свинец 2 см, сталь 3 см, бетон 10 см, каменная кладка 12 см, грунт 14 см, вода 22 см, древесина 31 см.
Нейтронное излучение в свою очередь хорошо поглощается материалами, содержащими лёгкие элементы (водород, литий, бор), которые эффективно и с малым пробегом рассеивают и поглощают нейтроны, при этом не активируются и гораздо меньше выдают вторичное излучение. Слои половинного ослабления нейтронного потока: вода, пластмасса 3 — 6 см, бетон 9 — 12 см, грунт 14 см, сталь 5 — 12 см, свинец 9 — 20 см, дерево 10 — 15 см. Лучше всех материалов поглощают нейтроны водород (но в газообразном состоянии он имеет малую плотность), гидрид лития и карбид бора.
Идеального однородного защитного материала от всех видов проникающей радиации нет, для создания максимально лёгкой и тонкой защиты приходится совмещать слои различных материалов для последовательного поглощения нейтронов, а затем первичного и захватного гамма-излучения (например, многослойная броня танков, в которой учтена и радиационная защита; защита оголовков шахтных пусковых установок из ёмкостей с гидратами лития и железа с бетоном), а также применять материалы с добавками. Универсальны широко применяемые в строительстве защитных сооружений бетон и увлажнённая грунтовая засыпка, содержащие и водород и относительно тяжёлые элементы. Очень хорош для строительства бетон с добавкой бора (20 кг B4C на 1 м³ бетона), при одинаковой толщине с обычным бетоном (0,5 — 1 м) он обеспечивает в 2 — 3 раза лучшую защиту от нейтронной радиации и подходит для защиты от нейтронного оружия.

## Электромагнитный импульс

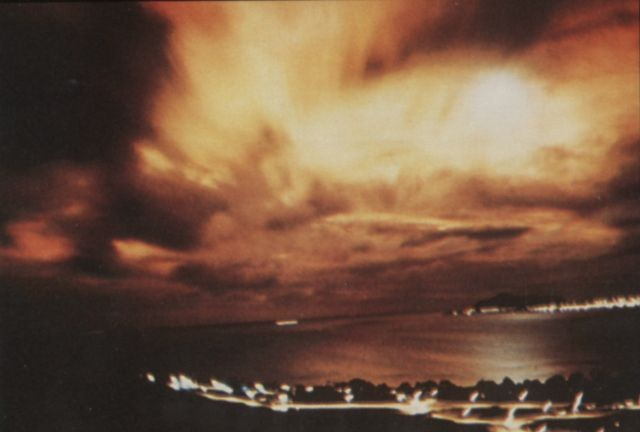
Зарево, возникшее в результате высотного ядерного взрыва Starfish Prime

Электромагнитный импульс ядерного взрыва (ЭМИ ЯВ, nuclear electromagnetic pulse, NEMP) — электромагнитные поля различных видов, вызванные ядерным взрывом.
При ядерном взрыве в результате сильных токов в ионизированном радиацией и световым излучением в воздухе возникает сильнейшее переменное электромагнитное поле, называемое электромагнитным импульсом (ЭМИ). Хотя оно и не оказывает никакого влияния на человека, воздействие ЭМИ повреждает электронную аппаратуру, электроприборы и линии электропередачи. Помимо этого, большое количество ионов, возникшее после взрыва, препятствует распространению радиоволн и работе радиолокационных станций. Этот эффект может быть использован для ослепления системы предупреждения о ракетном нападении.
Сила ЭМИ меняется в зависимости от высоты взрыва: в диапазоне ниже 4 км он относительно слаб, сильнее при взрыве 4-30 км, и особенно силён при высоте подрыва более 30 км (см., например, эксперимент по высотному подрыву ядерного заряда Starfish Prime).
Возникновение ЭМИ происходит следующим образом:
1. Проникающая радиация, исходящая из центра взрыва, проходит через протяженные проводящие предметы.
2. Гамма-кванты рассеиваются на свободных электронах, что приводит к появлению быстро изменяющегося токового импульса в проводниках.
3. Вызванное токовым импульсом поле излучается в окружающее пространство и распространяется со скоростью света, со временем искажаясь и затухая.

Под воздействием ЭМИ во всех не экранированных протяжённых проводниках индуцируется напряжение, и чем длиннее проводник, тем выше напряжение. Это приводит к пробою изоляции и выходу из строя электроприборов, связанных с кабельными сетями, например, трансформаторные подстанции и т. д.
Большое значение ЭМИ имеет при высотном взрыве от 100 км и более. При взрыве в приземном слое атмосферы не оказывает решающего поражения малочувствительной электротехники, его радиус действия перекрывается другими поражающими факторами. Но зато оно может нарушить работу и вывести из строя чувствительную электроаппаратуру и радиотехнику на значительных расстояниях — вплоть до нескольких десятков километров от эпицентра мощного взрыва, где прочие факторы уже не приносят разрушающий эффект. Может вывести из строя незащищённую аппаратуру в прочных сооружениях, рассчитанных на большие нагрузки от ядерного взрыва (например ШПУ). На людей поражающего действия не оказывает.

## Радиоактивное загрязнение

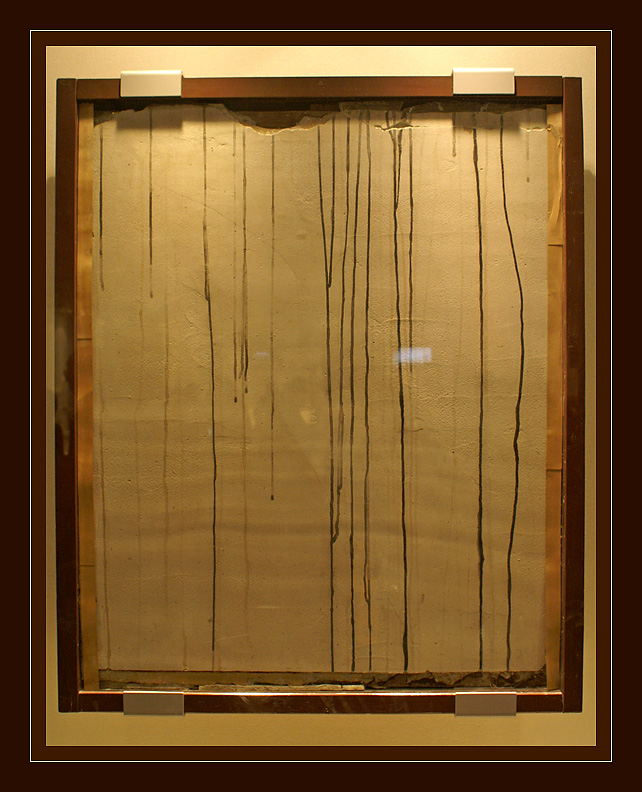
Подтёки «чёрного дождя» на белой стене. Мемориальный музей мира в Хиросиме

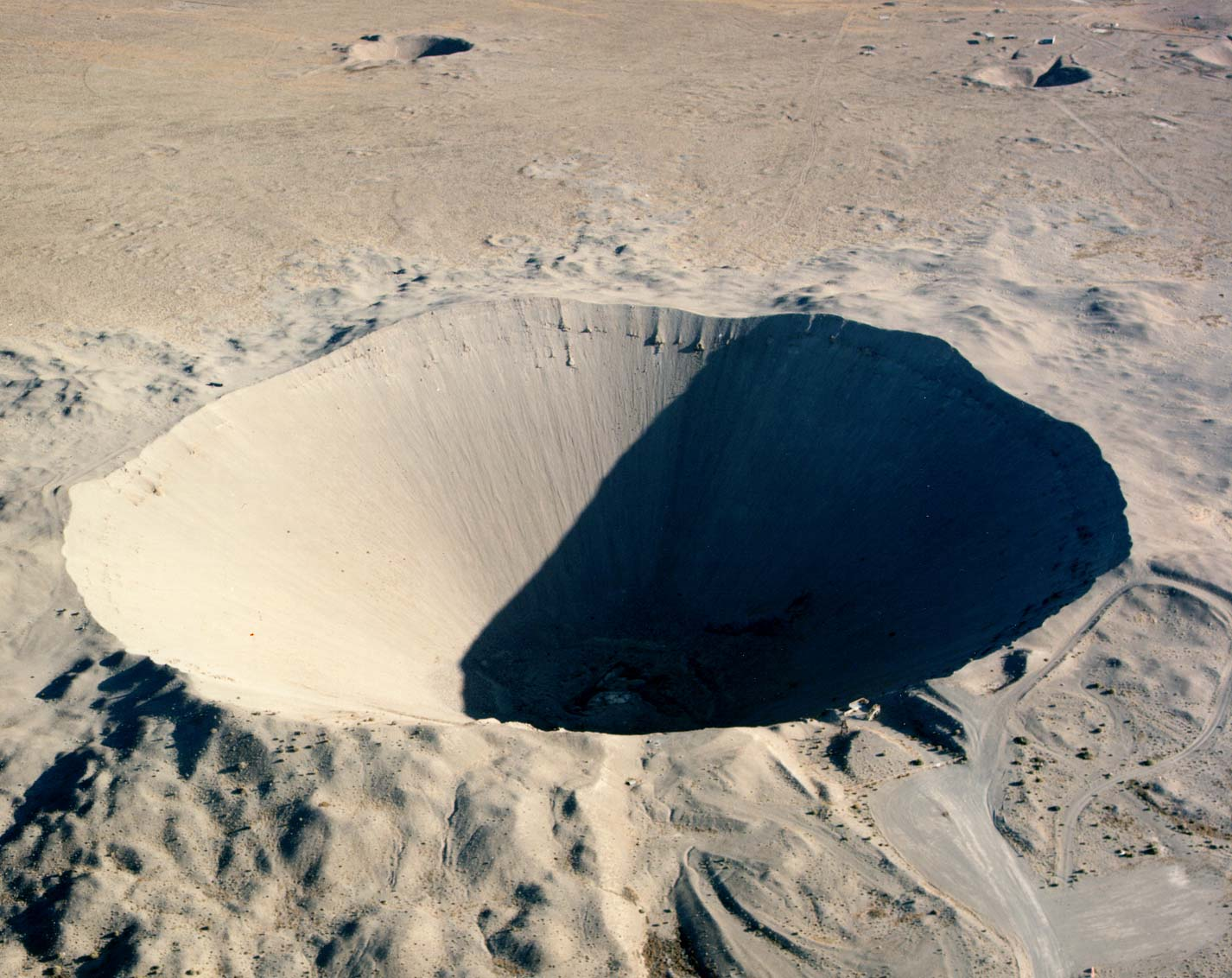
Кратер от взрыва 104-килотонного заряда. Выбросы грунта также служат источником загрязнения

Радиоактивное загрязнение — это результат выпадения из поднятого в воздух облака значительного количества радиоактивных веществ. Три основных источника радиоактивных веществ в зоне взрыва — продукты деления ядерного горючего, не вступившая в реакцию часть ядерного заряда и радиоактивные изотопы, образовавшиеся в грунте и других материалах под воздействием нейтронов (наведенная радиоактивность).
Оседая на поверхность земли по направлению движения облака, продукты взрыва создают радиоактивный участок, называемый радиоактивным следом. Плотность загрязнения в районе взрыва и по следу движения радиоактивного облака убывает по мере удаления от центра взрыва. Форма следа может быть самой разнообразной в зависимости от окружающих условий, например, скорости и направления ветра.
Радиоактивные продукты взрыва испускают три вида излучения: альфа-, бета- и гамма-. Время их воздействия на окружающую среду весьма продолжительно. В связи с естественным процессом радиоактивного распада интенсивность излучения уменьшается, особенно резко это происходит в первые часы после взрыва.
Поражение людей и животных воздействием радиоактивного загрязнения может вызываться внешним и внутренним облучением. Тяжелые случаи могут сопровождаться лучевой болезнью и летальным исходом.
Установка на боевую часть ядерного заряда оболочки из кобальта вызывает загрязнение территории опасным изотопом 60Co (гипотетическая грязная бомба).

## Эпидемиологическая и экологическая обстановка
Ядерный взрыв в населённом пункте, как и другие катастрофы, связанные с большим количеством жертв, разрушением вредных производств и пожарами, приведёт к тяжёлым условиям в районе его действия, что будет вторичным поражающим фактором. Люди, даже не получившие значительных поражений непосредственно от взрыва, с большой вероятностью могут погибнуть от инфекционных заболеваний и химических отравлений. Велика вероятность погибнуть в пожарищах или получить серьёзные травмы, находясь под завалами разрушившихся сооружений.
Ядерная атака атомной электростанции может поднять в воздух значительно больше радиоактивных веществ, чем может дать сама бомба. При прямом попадании заряда и испарении реактора или хранилища радиоактивных материалов площадь земель, в течение многих десятков лет непригодных для жизни, будет в сотни и тысячи раз больше площади загрязнения от наземного ядерного взрыва. Например, при испарении реактора мощностью 100 МВт ядерным взрывом в 1 мегатонну, и просто при наземном ядерном взрыве 1 Мт, соотношение площадей территории со средней дозой 2 рад (0,02 Грей) в год будет следующим: через 1 год после атаки — 130 000 км² и 15 000 км²; через 5 лет — 60 000 км² и 90 км²; через 10 лет — 50 000 км² и 15 км²; через 100 лет — 700 км² и 2 км².

## Психологическое воздействие
Люди, оказавшиеся в районе действия взрыва, кроме физических повреждений, испытывают мощное психологическое угнетающее воздействие от устрашающего вида разворачивающейся картины ядерного взрыва, катастрофичности разрушений и пожаров, исчезновения привычного ландшафта, множества погибших, изувеченных, умирающих людей, разлагающихся трупов из-за невозможности их захоронения, гибели родных и близких, осознания причинённого вреда своему организму и ужаса наступающей смерти от развивающейся лучевой болезни. Результатом такого воздействия среди выживших после катастрофы является развитие острых психозов, а также клаустрофобных синдромов из-за осознания невозможности выйти на поверхность земли, устойчивых кошмарных воспоминаний, влияющие на все последующее существование. В Японии есть отдельное слово, обозначающее людей, ставших жертвами ядерных бомбардировок — «Хибакуся».